# بوينغ إكس-50
بوينغ إكس-50 دراق اون فلاي (بالإنجليزية: Boeing X-50 Dragonfly)‏ هي طائرة تجريبية بدون طيارانتجت في الولايات المتحدة. من صناعة بوينغ، تم تطويرها من قبل شركة بوينغ ووكالة مشاريع أبحاث الدفاع المتقدمة (داربا) لإثبات مبدأ أن  دوار المروحية يمكن أن يتوقف أثناء الطيران ويكون بمثابة أجنحة ثابتة. كان أول طيران لها في 24 نوفمبر 2003. صنع منها طائرتان فقط.